# Dominique Loiseau (restauratrice)
Pour les articles homonymes, voir Loiseau et Dominique Loiseau.
 (juillet 2016).
 (décembre 2022).
Dominique Loiseau, née Dominique, Muriel, Véronique Brunet le 28 août 1953 à Neuilly-sur-Seine, est une femme d'affaires française. Elle est l'épouse puis la veuve du chef Bernard Loiseau. Depuis le 30 juin 2004, elle est présidente de Bernard Loiseau SA.

## Biographie

### Études
Née à Neuilly-sur-Seine, Dominique Loiseau est la fille d'une nourrice et d'un ouvrier ; la famille rejoint rapidement l'Alsace, d'où sa mère est originaire. Dans sa jeunesse, elle se rend souvent à la ferme de ses oncles, y appréciant les produits locaux. Elle étudie ensuite dans un pensionnat lorrain géré par des sœurs.
Après un BTS de biochimie, puis une maîtrise de biochimie/microbiologie obtenue en 1975 à l'université Louis-Pasteur de Strasbourg, Dominique Loiseau se tourne vers l’enseignement : elle est admise à suivre la formation de dernière année à l’École normale supérieure de Cachan. Maître-auxiliaire à mi-temps afin de payer ses études, elle obtient en 1977 le certificat CAPET A3 - section biochimie/microbiologie (avec option nutrition). Nommée professeur certifiée de sciences appliquées à l’alimentation et à l’hygiène des aliments, Dominique Loiseau enseigne au lycée technique hôtelier Jean-Drouant (17e arrondissement de Paris) de 1978 à 1985.
Elle passe le CAP de cuisine en 1983. Dès 1981, à la suite de la publication de son premier ouvrage, Hygiène et restauration — un livre référence sur le sujet note Le Figaro —, le journal professionnel L'Hôtellerie commence à lui demander des articles. Cette collaboration est déterminante, puisque Dominique Loiseau rejoindra plus tard ce journal, en qualité de journaliste-rédactrice spécialisée dans les produits alimentaires/diététique/hygiène. Elle y restera durant cinq années.
En 2012, elle suit l'Executive Program de la Burgundy School of Business, qui s’adresse aux cadres dirigeants.

### Rencontre avecBernard Loiseau
En 1986, à l’occasion d’une manifestation professionnelle à Vichy, elle rencontre le jeune chef étoilé qui va infléchir définitivement sa destinée et qu'elle va épouser en 1989. Quelques mois après la naissance de leur premier enfant, elle rejoint son mari Bernard Loiseau à Saulieu, pour le seconder dans son hôtel-restaurant La Côte d'Or,.

### Débuts àSaulieu
À son arrivée au sein de l'établissement La Côte d'Or de Saulieu en 1990, Dominique Loiseau est d’abord à l’écoute pour comprendre tout le fonctionnement de cette maison tenue par un chef charismatique, son mari Bernard Loiseau. Elle est plus particulièrement responsable de l’aspect hôtelier, de la communication et de l’édition.
Par la suite, elle participe aux différents travaux de rénovation décidés pour offrir aux clients un lieu privilégié. Les grands travaux commencés dès l’été 1990 s’achèvent en 2000 avec le spa et la piscine. Entre autres réalisations, Dominique Loiseau s’est plus particulièrement investie dans l’aménagement du jardin anglais, de la boutique (1995), de l’hôtel (tranches de 1995 et 1998) et du spa,.

### Responsabilités successives
Dominique Loiseau devient effectivement directrice de l’hôtel Relais & Châteaux. En 1998, elle est nommée au conseil d'administration de Bernard Loiseau SA lors de l’introduction en bourse.
Une fois la rénovation du Relais & Châteaux achevée, Dominique Loiseau peut enfin développer la commercialisation à l’étranger, surtout aux États-Unis (ce qui a permis au Relais Bernard Loiseau d’être référencé au sein du réseau d'agents de voyages haut de gamme américains et australiens Virtuoso).
Quelques jours après la disparition le 24 février 2003 de Bernard Loiseau, Dominique Loiseau est nommée par le conseil d’administration en qualité de présidente-directrice générale de Bernard Loiseau SA. Depuis le 30 juin 2004, elle est présidente de Bernard Loiseau SA.

### Vice-présidente de la chaîne Relais & Châteaux
En novembre 2005, Dominique Loiseau est nommée vice–présidente de la chaîne Relais & Châteaux, présidée par Jaume Tàpiès, aux côtés de Michel Roux (The Waterside Inn-Bray-UK), Robert Gagnon (L’Eau à la bouche-Canada) et Patrick Henriroux (La Pyramide-Vienne-France). Elle est la première femme à occuper ce poste.

### Vie privée
Dominique Loiseau est la mère de deux filles, Bérangère et Blanche, nées respectivement en 1989 et en 1996 et d'un garçon Bastien né en 1991. 

## Distinctions
En novembre 2004, lors du 30e congrès international des Relais & Châteaux à Athènes, le relais Bernard Loiseau de Saulieu et The American Colony Hotel de Jérusalem reçoivent le premier « Passion Trophy », décerné par Hennessy pour récompenser les propriétaires d’établissements de la chaîne qui se sont particulièrement distingués par leur passion, leur engagement personnel et leur vision créatrice.
Toujours en novembre 2004, Dominique Loiseau reçoit le « Trophée génération éponymes » dans les salons de la présidence du Sénat.
Le 10 juin 2008, le président de la République française Nicolas Sarkozy remet à Dominique Loiseau la décoration de chevalier de la Légion d'honneur, en la qualifiant de « femme courageuse » et « femme d'affaires brillante » pour avoir repris les affaires de son mari, Bernard Loiseau. « Vous auriez pu vous effondrer. Vous avez relevé la tête et vous vous êtes battue pour faire perdurer, magnifier et sublimer votre entreprise ».
- La maison Georges Delbard a créé un rosier à son nom.

- Présidente d'honneur de la Confrérie des Baillis de Pouilly-sur-Loire, lors du grand chapitre solennel de la Saint-Vincent 2015.

- Vice-présidente du concours « Un des meilleurs ouvriers de France » dans la classe Maître d’Hôtel, du Service et des Arts de la Table.

En 2015, Dominique Loiseau est sacrée Femme d'entreprise en Or à Avoriaz.